# Uschi Elleot

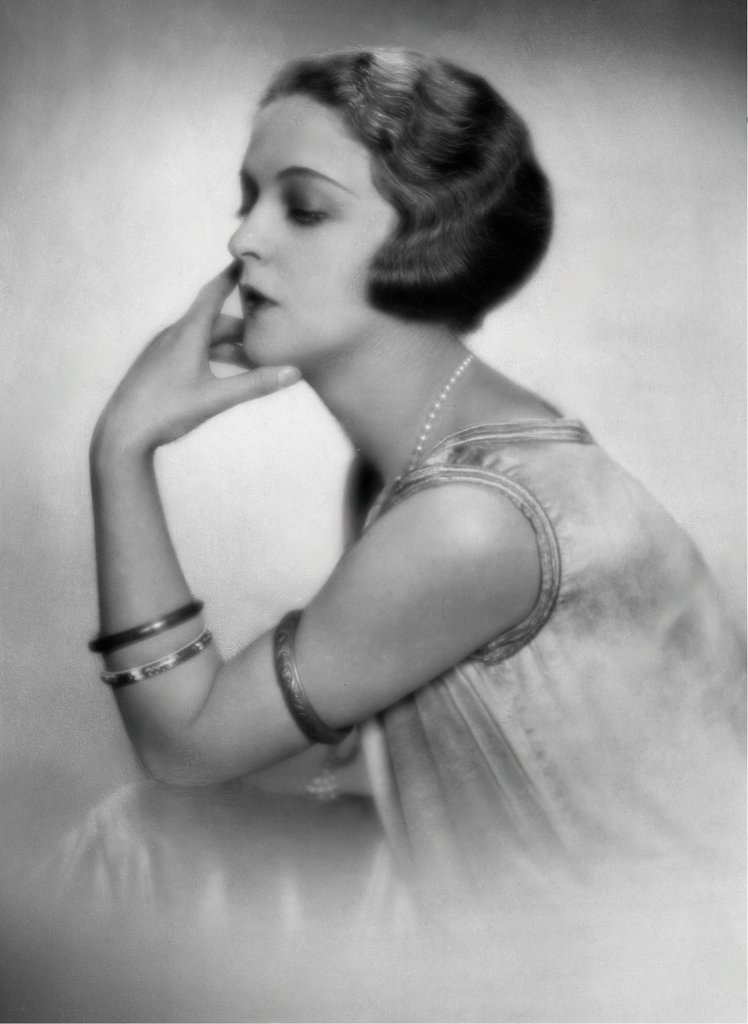
Uschi Elleot (1925)

Uschi Elleot, gebürtig Olga Margarete Lucia Toelle (* 18. April 1899 in Berlin; † Juni 1975 in New York City), war eine deutsche Stummfilmschauspielerin, Theaterschauspielerin und Sängerin.

## Leben und Wirken
Ihre Eltern waren der Ingenieur Rudolph Carl Toelle und Rosalie Toelle, geb. Wernicke. Lucia Toelle war die jüngere Schwester von Carola Toelle. Als Künstlername wählte sie die rückwärts gesprochene Version ihres Familiennamens. Mit Hilfe ihrer Schwester, die sie dem Regisseur Nils Chrisander vorstellte, gelang Uschi Elleot 1919 der Einstieg ins Filmgeschäft. Chrisander besetzte Elleot kurz hintereinander in drei seiner Inszenierungen, woraufhin sie auch andere Regisseure verpflichteten. Zeitgleich trat Uschi Elleot auch in Musiktheaterinszenierungen auf, so beispielsweise 1921 in Ernst Steffans Operette Das Milliardensouper am Berliner Theater, wo sie Ralph Arthur Roberts und Hilde Wörner zu Partnern hatte.
Sie war von 1916 bis 1927 mit dem Dirigenten und Komponisten James Siegfried Nicklass (* 1886 Wien; † 1941 Los Angeles) verheiratet. Uschi Elleot zog sich bereits Mitte der 1920er Jahre aus dem Filmgeschäft zurück. Stattdessen trat sie nunmehr als Sängerin in Erscheinung. So spielte sie in der Theater-Saison 1928/29 neben Fritzi Massary in der Operette Die lustige Witwe im Metropol-Theater und besang mit ihrem Bühnenpartner Walter Jankuhn eine Schallplatte mit Liedern aus der Operette.
Am 11. Oktober 1933 betrat sie, aus Bremen kommend, in New York erstmals US-amerikanischen Boden. Lucia Toelle heiratete dort Gert von Gontard und übersiedelte mit ihm nach Kalifornien. Nach der Scheidung (ca. 1944) hielt sie sich in Brasilien auf, wo sie als Lucia Margaret Drew lebte. Sie kehrte Anfang der 1960er Jahre nach New York zurück, wo sie 1975 verstarb.

## Filmografie
- 1919: Das Gelübde der Keuschheit
- 1919: Die weißen Rosen von Ravensberg
- 1920: Sieger Tod
- 1920: Der Vampyr
- 1920: Schwarzwaldmädel
- 1920: Gentlemen-Gauner
- 1921: Gelbstern
- 1921: Der Spielmann
- 1921: Du bist das Leben
- 1921: Das Handicap der Liebe
- 1922: Der Roman einer Halbweltdame
- 1922: Die Lüge eines Sommers
- 1922: Uschis erste Liebe
- 1922: Marie Antoinette
- 1923: Bohème
- 1923: Frau Schlange
- 1924: Lord Reginalds Derbyritt
- 1924: Ein Traum vom Glück
- 1925: Heiratsschwindler
- 1925: Die vertauschte Braut
- 1925: Die vom Niederrhein